# Robert Glasgow
Robert Ellison Glasgow (* 30. Mai 1925 in Oklahoma City/Oklahoma; † 10. September 2008 in Ann Arbor/Michigan) war ein US-amerikanischer Organist und Musikpädagoge.

## Leben und Wirken
Glasgow studierte an der Eastman School of Music bei Harold Gleason und Catherine Crozier und erhielt dort 1950 bzw. 1951 den Bachelor- und Mastergrad sowie das Zertifikat als Konzertorganist. Von 1951 bis 1962 wirkte er als Associate Professor und Organist am MacMurray College in Jacksonville, Illinois. Danach unterrichtete er an der University of Michigan, wo er von 1973 bis zu seiner Emeritierung 2006 eine Vollprofessur innehatte. Das MacMurray College verlieh ihm 1973 einen Ehrendoktortitel. 1997 zeichnete ihn die American Guild of Organists als International Performer of the Year aus. Für seine Leistung als Musikpädagoge erhielt er den Harold Haugh Award der University of Michigan.
Im Mittelpunkt seines Repertoires als Konzertorganist standen Werke von Komponisten des 19. Jahrhunderts wie Franz Liszt, Felix Mendelssohn Bartholdy, Robert Schumann, Charles-Marie Widor, Louis Vierne und insbesondere César Franck. In einer Kritik wurde er als „the Philadelphia Orchestra of Organists“ bezeichnet. Neben Rundfunkaufnahmen spielte er für Prestant Records 1987 an der Æolian-Skinner-Orgel der All Saints Church in Worcester, Massachusetts, Werke von César Franck ein.

## Quelle
- Robert E. Glasgow in der Datenbank Find a Grave
- Eastman School of Music - Robert Glasgow

| Personendaten    | Personendaten                                |
| ---------------- | -------------------------------------------- |
| NAME             | Glasgow, Robert                              |
| ALTERNATIVNAMEN  | Glasgow, Robert Ellison                      |
| KURZBESCHREIBUNG | US-amerikanischer Organist und Musikpädagoge |
| GEBURTSDATUM     | 30. Mai 1925                                 |
| GEBURTSORT       | Oklahoma City                                |
| STERBEDATUM      | 10. September 2008                           |
| STERBEORT        | Ann Arbor                                    |